# Чаа-Холь
Сільське поселення (сумон) Чаа-Холь (рос.: Чаа-Холь) входить до складу Чаа-Хольського кожууна Республіки Тива Російської Федерації. Адміністративний центр село Чаа-Холь. Відстань до Кизила — 147 км, до Москви — 3816 км.

## Населення
Населення сумона станом на 1 січня року
| Рік    | 2011 | 2012 | 2013 | 2014 | 2015 |
| ------ | ---- | ---- | ---- | ---- | ---- |
| Насел. | 3244 | 3245 | 3186 | 3239 | 3305 |